# California Dolls
California Dolls (...All the Marbles) è un film del 1981, l'ultimo diretto da Robert Aldrich.

## Trama
Iris (Vicki Frederick) e Molly (Laurene Landon), due giovani lottatrici di catch, girano per il circuito degli incontri tra successi e frustrazioni personali, accompagnate dal loro mentore-manager, Harry Sears (Peter Falk). La loro grande occasione si presenterà a Reno con l'incontro per il titolo contro due fortissime avversarie di colore, in un incontro altamente spettacolare.